# Haus Kickley

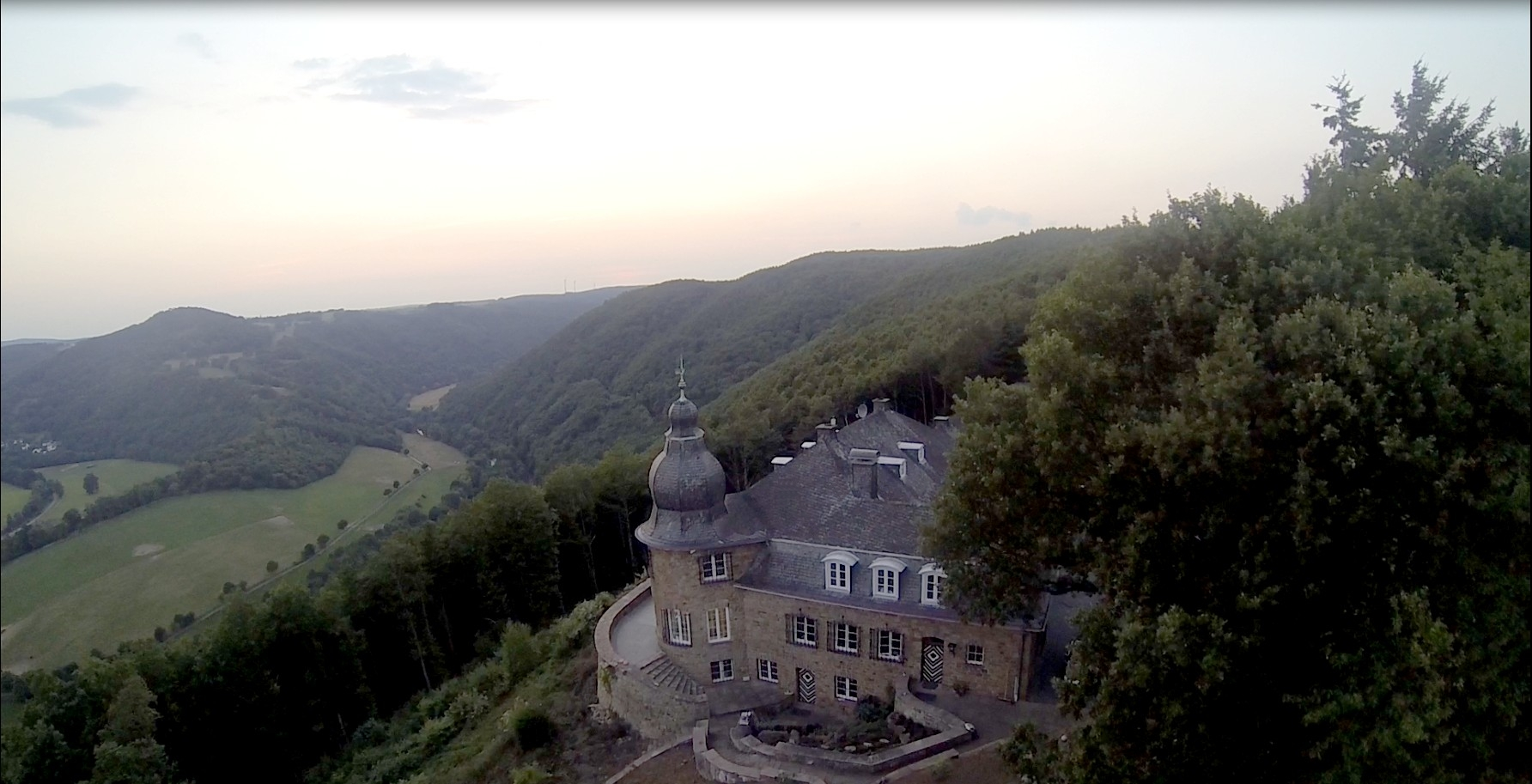
Luftbild von Haus Kickley in Nideggen-Rath

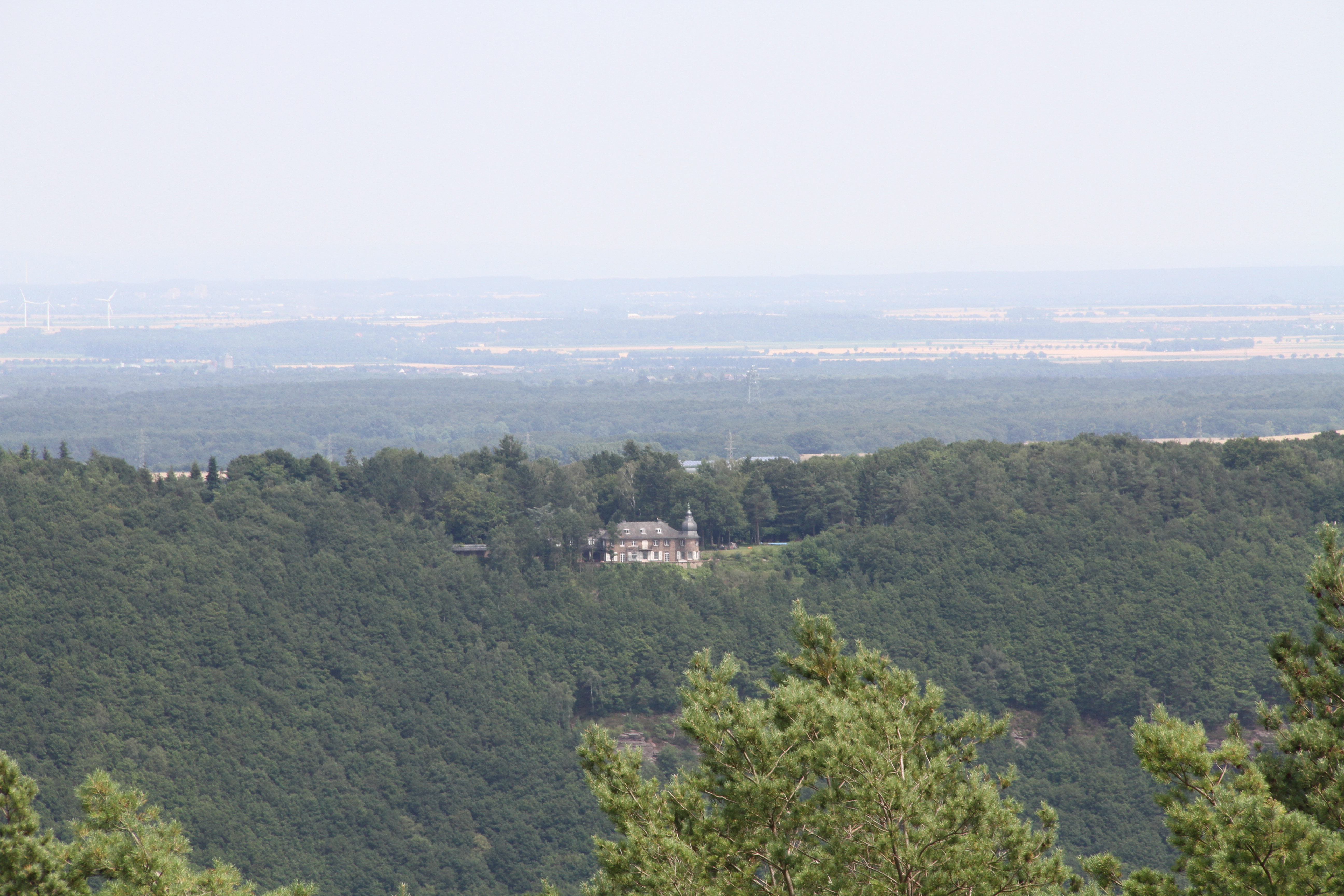
Haus Kickley (vom Krawutschketurm aus fotografiert)

Das Haus Kickley wurde von Otto Hoesch, Mitglied der Dürener Industriellenfamilie Hoesch in Rath (Kreis Düren) nach Plänen von Paul Darius errichtet und als Wochenendsitz genutzt. Nach dem Tod von Otto Hoesch Mitte der 1960er Jahre wurde das Anwesen zum Verkauf angeboten. Anfang der 1970er Jahre erwarb Jean Löring, ehemaliger Fußballer, Unternehmer und Präsident des Fußballvereins SC Fortuna Köln, das schlossähnliche Haus Kickley. Das Anwesen wurde in der Zeit Lörings für repräsentative Zwecke genutzt und erlangte aufgrund der zahlreichen prominenten Gäste und Veranstaltungen eine gewisse Berühmtheit.
Das Haus verfügt über eine Wohnfläche von 608 m² und einen Park von 33.000 m². Es wurde im Januar 2003 nach der Insolvenz Jean Lörings zwangsversteigert; das Amtsgericht Düren hatte den Verkehrswert auf 2,7 Millionen Euro festlegt und die Gläubigerbank BAG Bankaktiengesellschaft aus Hamm erhielt den Zuschlag. Mit dem Zuschlag hatte Löring sein im Grundbuch gesichertes Dauerwohnrecht verloren; das auf 383.000 Euro kapitalisierte Wohnrecht wurde von der Bank im Zuschlag mitersteigert. Die Gläubigerbank war dann im Jahr 2009 bereit, für ein Mindestgebot von 995.000 Euro eine Versteigerung des mittlerweile sechs Jahre leer stehenden Anwesens zuzulassen. Heute befindet es sich nach aufwändiger Restaurierung und Sanierung im Besitz eines Unternehmers aus Nideggen.